# Bruno Vieira
Bruno Vieira do Nascimento, meglio noto come Bruno o Bruno Vieira (Campo Grande, 30 agosto 1985), è un ex calciatore brasiliano, di ruolo difensore.

## Palmarès

### Club

#### Competizioni nazionali
- Campionato brasiliano: 1

Fluminense: 2012

#### Competizioni statali
- Taça Guanabara: 1

Fluminense: 2012
- Campionato Carioca: 1

Fluminense: 2012